# Acacia burrana
Acacia burrana är en ärtväxtart som beskrevs av Leslie Pedley. Acacia burrana ingår i släktet akacior, och familjen ärtväxter. Inga underarter finns listade i Catalogue of Life.